# Samuel Karnarvon Asbell
Pour les articles homonymes, voir Asbell.
Samuel Karnarvon Asbell (24 octobre 1914-10 octobre 1965) est un fermier et un homme politique provincial canadien de la Saskatchewan. Il représente la circonscription de Bengough à titre de député du Parti libéral de la Saskatchewan de 1964 à 1965.

## Biographie
Né à Winnipeg au Manitoba, Asbell est le fils de Joseph Asbell et de Margaret Bookhalter. Étudiant à Horizon (en) et à Viceroy (en) en Saskatchewan et à Regina, il épouse Mickie Deitch en 1964. Asbell sert au conseil municipal d'Assiniboia.
Il tente préalablement d'être élu sur la scène provinciale en 1956 et en 1960. Élu en 1964, il meurt en fonction à l'âge de 50 ans.